# Joan Amat i Fontanals
Joan Amat i Fontanals   (Terrassa, 10 de juliol de 1946 - Terrassa, 12 de maig de 2022) va ser un jugador d'hoquei sobre herba català, guanyador d'una medalla olímpica. Era germà dels també jugadors d'hoquei herba Pere Amat, Francesc Amat i Jaume Amat.
Amb 22 anys va participar en els Jocs Olímpics d'Estiu de 1968 celebrats a Ciutat de Mèxic (Mèxic), on finalitzà sisè en la competició masculina d'hoquei sobre herba, aconseguint així un diploma olímpic. Posteriorment participà en els Jocs Olímpics d'Estiu de 1972 realitzats a Múnic (Alemanya Occidental) i en els Jocs Olímpics d'Estiu de 1976 realitzats a Mont-real (Canadà), on finalitzà setè i sisè en la competició olímpic, guanyant sengles diplomes olímpics. En els Jocs Olímpics d'Estiu de 1980 realitzats a Moscou (Unió Soviètica), la seva última participació olímpica, aconseguí guanyar la medalla de plata. Amb la selecció espanyola jugà 144 partits oficials.
A nivell de clubs jugà a Club Egara, amb qui guanyà dues edicions de la Copa d’Europa (1969 i 1970), sis lligues espanyoles (1971 a 1975 i 1979) i cinc Copes espanyoles (1968, 1969, 1971, 1972 i 1973).